# Rice (banda)
Rice é uma banda japonesa de rock, formada pelo vocalista Yuki Sakurai (aka Yuki) e o baterista Kazuhiro Murata, ambos do grupo Raphael.

## Integrantes
- Yuki Sakurai (桜井有纪) - Vocais
- Kazuhiro Murata (村田一弘) - Bateria

## Discografia

### Álbuns
- 24 de julho de 2002-Lobrain (ラブレイン)
- 1 de novembro de 2004-Rame (ラメ)
- 31 de janeiro de 2007-Trial 0406
- 21 de outubro de 2009-Rikkyoku Sympathy (六極シンパシー)[1]

### Singles
- 25 de julho de 2001-Angerudie (アンゲルディエ)
- 31 de outubro de 2001-Kurogane (鐡-くろがね-)
- 23 de outubro de 2002-Haruka (はるか)
- 16 de julho de 2003-Usagi ni Tsuno (兎に角)
- 8 de março de 2005-f ~ ~ forte (f ~ ~フォルテ)
- 5 de maio de 2005-Mei (芽生)
- 28 de dezembro de 2005-GAME / Square
- 28 de dezembro de 2005-[Lobrain type.0] ~ ver remake. ~ ([ラブレインtype.0] ~ ver remake. ~)
- 22 de fevereiro de 2006-[Há ...]
- 28 de dezembro de 2006-Kokoro ne / Usagi ni Tsuno ver ~ Acoustic. ~
- 15 de junho de 2007-Healrt is Always ...
- 26 de março de 2008-Healrt is Always ...
- 3 de setembro de 2008-Brave Story
- 28 de abril de 2009-Crunch
- 10 de março de 2010-Lovers